# Dicranota parviuncinata
Dicranota (Paradicranota) parviuncinata là một loài ruồi trong họ Pediciidae. Chúng phân bố ở vùng sinh thái Palearctic.